# 大阪府道190号西藤井寺線
大阪府道190号西藤井寺線（おおさかふどう190ごう にしふじいでらせん）は、大阪府堺市東区から藤井寺市に至る一般府道である。

## 概要
堺市東区日置荘西町1丁から藤井寺市藤井寺1丁目に至る。
藤井寺駅東側から同駅南口を経由して南下、野中寺から大阪府道31号堺羽曳野線に合流し、伊賀交差点で分かれる。右へ左へと進み郡戸で大阪府道188号郡戸大堀線が合流し同線の延長のような状態になる。この区間では大阪府道188号郡戸大堀線を恵我ノ荘駅方面から来る近鉄バス丹比線が通るが一部に狭隘区間がある。南阪奈道路と交差し同バスの西多治井停留所付近で右へ折れ西進（この区間では北野田駅からの近鉄バスと南海バスが通る）、泉大津美原線と交差しいったん国道309号を北へ進み、広国神社南で西進、初芝駅に達する。終点付近では、2015年（平成27年）現在で大阪府唯一の、道路交通法上の「環状交差点」（ラウンドアバウト）が存在するほか、その周辺でもう1か所のロータリー交差点を通過する。

### 路線データ
- 起点：大阪府堺市東区日置荘西町1丁（初芝駅前交差点、大阪府道35号堺富田林線交点）
- 終点：大阪府藤井寺市藤井寺1丁目（大阪府道186号大阪羽曳野線交点）

## 路線状況

### 重複区間
- 国道309号（堺市美原区太井・広国神社南交差点 - 堺市美原区黒山）
- 大阪府道36号泉大津美原線（堺市美原区黒山 - 堺市美原区黒山・黒姫山北交差点 / 黒姫山交差点）
- 大阪府道31号堺羽曳野線（羽曳野市伊賀2丁目・伊賀交差点 - 野中寺交差点）

### 道路施設

#### 橋梁
- 渡大橋（西除川、堺市美原区）
- 城之口橋（東除川、羽曳野市）

## 地理

### 通過する自治体
- 大阪府
  - 堺市（東区 - 美原区） - 羽曳野市 - 藤井寺市

### 交差する道路
| 交差する道路                                                | 市町村名 | 市町村名 | 交差する場所   | 交差する場所          |
| ----------------------------------------------------------- | -------- | -------- | -------------- | --------------------- |
| 大阪府道35号堺富田林線                                      | 堺市     | 東区     | 日置荘西町1丁  | 初芝駅前交差点 / 起点 |
| 大阪府道26号大阪狭山線                                      | 堺市     | 美原区   | 大饗（おわい） | 大饗交差点            |
| 国道309号 重複区間起点                                      | 堺市     | 美原区   | 太井           | 広国神社南交差点      |
| 国道309号 重複区間終点                                      | 堺市     | 美原区   | 黒山           |                       |
| 大阪府道36号泉大津美原線 重複区間起点                       | 堺市     | 美原区   | 黒山           |                       |
| 大阪府道36号泉大津美原線 重複区間終点                       | 堺市     | 美原区   | 黒山           | 黒姫山北交差点        |
| 大阪府道36号泉大津美原線 重複区間終点                       | 堺市     | 美原区   | 黒山           | 黒姫山交差点          |
| 大阪府道32号美原太子線 / 南阪奈道路                         | 堺市     | 美原区   | 多治井         | 多治井北交差点        |
| 大阪府道32号美原太子線 / 南阪奈道路                         | 羽曳野市 | 羽曳野市 | 郡戸           | 郡戸交差点            |
| 大阪府道188号郡戸大堀線                                     | 羽曳野市 | 羽曳野市 | 郡戸           |                       |
| 大阪府道31号堺羽曳野線 重複区間起点 大阪府道191号島泉伊賀線 | 羽曳野市 | 羽曳野市 | 伊賀2丁目      | 伊賀交差点            |
| 大阪府道31号堺羽曳野線 重複区間終点                         | 羽曳野市 | 羽曳野市 | 野々上4丁目    | 野中寺交差点          |
| 大阪府道186号大阪羽曳野線                                   | 藤井寺市 | 藤井寺市 | 藤井寺1丁目    | 終点                  |

### 沿線
- 南海高野線 初芝駅
- 初芝立命館中学校・高等学校
- M・Cみはら（堺市立みはら歴史博物館）
- 黒姫山古墳
- NHK羽曳野送信所
- 野中寺
- 仲哀天皇陵
- 辛国神社
- 葛井寺
- 近鉄南大阪線 藤井寺駅